# 暗康吉鰻
暗康吉鳗（学名：Conger erebennus）是康吉鳗科康吉鳗属的一种，主要分布于太平洋西北部日本和朝鲜半岛周边海域。它由David Starr Jordan和John Otterbein Snyder於1901年描述，最初屬於Leptocephalus屬。
2021年曾在中国辽宁省獐子岛海域捕获一条暗康吉鳗，推测本种在黄海北部深水区域可能有分布。

## 形态特征
头长与全长的比值为13.4%～24.7%。背鳍起点始于胸鳍后缘正上方；眼后无感觉孔；身体呈不均匀暗褐色，腹部具淡褐色斑块，背部无白色点列。